# Airway Heights
Airway Heights – miasto w Stanach Zjednoczonych, w stanie Waszyngton, w hrabstwie Spokane.